# Gymnopais holopticoides
Gymnopais holopticoides är en tvåvingeart som beskrevs av Wood 1978. Gymnopais holopticoides ingår i släktet Gymnopais och familjen knott. Inga underarter finns listade i Catalogue of Life.